# Zabumba

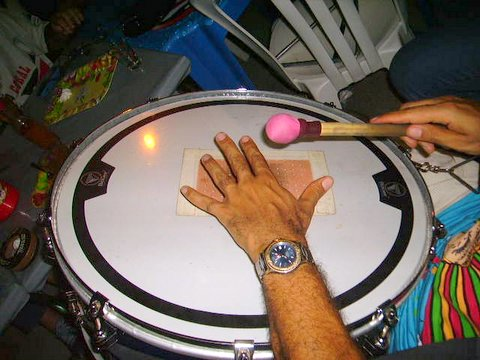
Zabumba

Die Zabumba ist eine flache Basstrommel der brasilianischen Musik mit zwei Fellen,  ähnlich einer Großen Trommel in der Marschmusik. Ihr Durchmesser beträgt 40 bis 56 Zentimeter, die Höhe 20 bis 30 Zentimeter. 
Sie wird mit zwei verschiedenen Schlägeln gespielt, einem Paukenschlägel für die tiefe Seite und einem dünnen Stock (Bacalhau) für die hohe Seite. Die Zabumba wird in verschiedenen regionalen Musikstilen wie Coco, Xaxado, Forró und Xote gespielt.
Ein anderer Name für diesen Trommeltyp ist Alfaia.